# Eee PC
Eee PC（イーピーシー）とは、台湾のエイスーステック・コンピュータ (ASUS) が製造・販売する低価格ミニノートパソコンの製品名、およびブランドである。読み方は前記の通り「イーピーシー」であり、「イーイーイーピーシー」という記述は誤りである。
名前のEeeは当初「Easy to learn, Easy to work, Easy to play.」を表すものとされていた。後継製品では「Easy,Excellent,Exciting」に変化している。
2007年10月から台湾、11月からは米国で販売を開始した。日本では2008年1月25日に販売を開始した。

## 特徴
ASUSによって設計・製造された、A5サイズの低価格ミニノート・サブノートパソコンである。初期の製品では、コストと消費電力を抑えるためCPUやチップセットには既存のUMPC用プラットフォームを流用し、さらにストレージにもHDDやSSDモジュール等は採用せず、システム基板上にフラッシュメモリ素子を直接搭載する等の思い切った構成を採用している点が特徴である。
コストを抑える一方で、そのハードウェア構成は通常のPC/AT互換アーキテクチャを採用したノートパソコンそのものである。同カテゴリーの製品ではこれまで、IA（x86または互換プロセッサ）やPC/AT互換機とは異なる独自のアーキテクチャを採用したり、PC/AT互換アーキテクチャであっても互換メーカー製の低電力プラットフォームの採用が主流であり、現在我々が日常的に利用している一般的なパソコン用のOSやアプリケーションの実行に際して互換性や相性・パフォーマンス等の問題に煩わされがちだった。対して、Eee PCでは基幹部品にインテル社の製品を採用した堅実な構成で固め、これらの問題を概ね払拭している。このように、新たな市場の掘り起こしも念頭に設計された新商品でありながら、ノートPCとしては手堅い構成である点も特徴の一つと言える。
Eee PCは当初、近年その市場に注目が集まり、製品化や市場開拓の模索が続く発展途上国や、新興工業国・先進国の低所得層向けに、デジタルディバイドの解消等を目的とした低価格なPCやネットワークアプライアンス等の一環として位置づけることも可能な製品とされていた。これらの製品が登場した背景には、100USドル台で販売可能なPCの設計・製造を計画し、$199以下での供給を実現したOLPC・XOの影響を抜きに語ることはできない。
しかしこれらの製品と比較すると、Eee PCは最廉価モデルでも$299からと率直に言ってかなり高価であり、発売から半年余りで累計150万台を売り上げたとされる販売実績も、より高機能・高容量で応用の容易な、有り体に言えばWindows XPの動作が現実的でより高価な上位モデルが主体である。さらに、その販路も当初謳われた発展途上国や新興工業国・先進国の低所得層ではなく、大半が北米やEU、東アジアの先進国や新興工業国の、既にメインとなるPCを所有済みのユーザーの二台目以降や、広帯域のネットワークインフラが充実したこれらの市場でPCを高度な用途に用いる事のないライトユーザーの一台目としての用途であり、メーカーや市場の当初の観測とはややずれた方向で新たな市場を掘り起こすこととなった。
このような需要を汲んだ結果、ASUSでは第二世代の製品群から市場戦略を修正し、後継製品ではEee PCの独自ブランド化と共に性能・容量の向上を図り、製品の単価をさらに上昇させている。その一方で、コモディティ化の進むPC市場をさらに推し進め、$500以下で現行のオペレーティングシステムやアプリケーションを十分に実行可能な性能・容量をもつ安価なミニノートPC（ULPC/ULCPC:Ultra Low-cost PC、ネットブックとも）という製品カテゴリーを開拓した嚆矢として位置づけられつつある。

## 歴史
- COMPUTEX TAIPEI 2007の展示で「199ドル・ノートPC」が一般向けとしては初めて登場した。
- 2007年10月から台湾、2007年11月からは米国で販売が開始された。
- 日本でも2008年1月25日からXPモデルの販売が開始された。Xandrosモデルの発売は未定。
- 2008年7月12日には、後継となるIntel Atom N270プロセッサを搭載した Eee PC 901-Xの国内販売が開始された。
- 2008年11月22日には、最新型となるEee PC S101の国内販売が開始された。

## 製品ラインナップ

### スペック（日本仕様）

#### ASUS Eee PC 4G-X / 4G-XU / 701SD-X / 900-X
- 製品名：ASUS Eee PC 4G-X（Eee PC 701 4G日本販売モデル）
- サイズ：225×165ミリ×21～35ミリ（900-Xは225×170ミリ×20～33.8ミリ）
- 重量：約0.92kg（900-Xは990g）
- OS：Windows XP Home SP2 (4G-X,4G-XU),Windows XP Home SP3(900-X)
- 添付ソフト：Adobe Reader 8、Windows Liveソフトウェア一式、ASUS Update for Eee PC（BIOS更新ツール）
- 表示画面：7インチTFTワイド液晶WVGA 800×480(4G-X,4G-XU)、8.9インチTFTワイド液晶 WSVGA 1024×600(900-X) LEDバックライト
- CPU：Intel Celeron M 900MHz（90nm版「Dothan-512K」、L2キャッシュ512KB、FSB 400MHz、4G-Xおよび4G-XUの実際の動作クロックはFSB70MHz×9の630MHz）
- チップセット：Intel 910GML Express/ICH6-M
- GPU：Intel 910GML内蔵 Intel GMA900相当品
- 主半導体メモリー：DDR2-667 512MB (4G-X,4G-XU) ,DDR2-667 1GB (900-X)（メモリスロット：SO-DIMM×1（使用済み、最大2GB））
- 内蔵記憶装置(4G-X,4G-XU)：4GB フラッシュ・メモリー（メイン基板に直接実装されており、モジュール単位の交換や増設は不可。後期ロットの中にはフラッシュ・メモリー交換可能なモデルもある。またHDDやSSD等の搭載も非対応）
- 内蔵記憶装置(900-X)：8GB + 8GB SSD(Solid State Disk)（オンボードの8GBとMini PCI Expressモジュールの8GBに分散して搭載され、オンボード側がSLC、Mini PCI Express側にMLC フラッシュメモリ素子を採用している）
- 電池：リチウムイオン 4セル 5,200mAh (4G-X) 4,400mAh(4G-XU) 5,800mAh(900-X)
- 内蔵カメラ：30万画素カメラ (4G-X, 4G-XU) 130万画素(900-X)
- マイクロフォン：有（モノラル）
- スピーカー：有（ステレオ）
- キーボード：有（84キー、キーピッチ16mm、キーストローク2mm）
- タッチパッド：有（4方向スクロール対応、ボタンは1ボタンのシーソー式）
- ネットワーク機能：100BASE-TX、IEEE 802.11g/b（Atheros SuperG対応）
- 外部I/O端子：USB 2.0×3、MMC/SDメモリーカード・スロット、アナログRGB出力 (D-Sub15)、オーディオ入出力（マイク入力・ヘッドフォン出力）
- ボディーカラー：パールホワイト/ギャラクシーブラック (4G-X),グリーン、ピンク、ブルー (4G-XU),シャイニーホワイト/シャイニーブラック (900-X)
- 付属品：ACアダプタ、標準バッテリ、Windows用ドライバ&ユーティリティ用リカバリDVD-ROM（XPモデルは正規版OSを含む）、ソフトケース、マニュアル類、USBマウス、Class-6対応SDHCメモリーカード4GB (4G-X, 4G-XU)
- 価格：44,800円 (4G-X, 4G-XU) / 49,800円 (900-X)

#### Eee PC 901-X
- 製品名：ASUS Eee PC 901-X（Eee PC 901 日本販売モデル）
- サイズ：226 × 175.3 × 22.9mm
- 重量：1140g
- OS：Windows XP Home SP3
- 添付ソフト（Windowsモデル）：Adobe Reader 8、Windows Liveソフトウェア一式、ASUS Update for Eee PC（BIOS更新ツール）
- 表示画面：8.9インチTFTワイド液晶（WSVGA 1024×600、LEDバックライト）
- CPU：Intel Atom N270 1.6GHz
- チップセット：Intel 945GSE / ICH7M
- GPU：Intel GMA950相当品
- 主半導体メモリー：DDR2-400 1GB （メモリスロット：SO-DIMM×1（使用済み、最大2GB））
- 内蔵記憶装置：4GB + 8GB SSD(Solid State Disk)（2枚のMini PCI Expressモジュールに分散して搭載され、4GB側がSLC、8GB側にMLC フラッシュメモリ素子を採用している）
- 電池：リチウムイオン 6セル 6,600mAh
- 内蔵カメラ：130万画素カメラ
- マイクロフォン：有（ステレオ）
- スピーカー：有（ステレオ）
- キーボード：有（84キー、キーピッチ16mm、キーストローク2mm）
- タッチパッド：有
- ネットワーク機能：100BASE-TX、IEEE 802.11n/g/b
- 外部I/O端子：USB 2.0×3、MMC/SDHCメモリーカード・スロット、アナログRGB出力(D-Sub15)、オーディオ入出力（マイク入力・ヘッドフォン出力）
- ボディーカラー：パールホワイト（白） / ファインエボニー（黒）
- 付属品：ACアダプタ、標準バッテリ、Windows用ドライバ&ユーティリティ用リカバリDVD-ROM（XPモデルは正規版OSを含む）、ソフトケース、マニュアル類、USBマウスなど
- 価格：59,800円

#### Eee PC 1000H-X
発売日（日本）…2008年10月25日
- 製品名：ASUS Eee PC 1000H-X（Eee PC 1000H 日本販売モデル）
- サイズ：266 × 191.2 × 28.5mm
- 重量：1450g
- OS：Windows XP Home SP3
- 添付ソフト（Windowsモデル）：Adobe Reader 8、Windows Liveソフトウェア一式、ASUS Update for Eee PC（BIOS更新ツール）、InterVideo WinDVD、StarSuite 8、ECap（Webカメラユーリティソフト）、Skype（インターネット電話ソフト）
- 表示画面：10.0インチTFTワイド液晶（WSVGA 1024×600、LEDバックライト）
- CPU：Intel AtomN270 1.6GHz
- チップセット：Intel 945GSE / ICH7M
- GPU：Intel GMA950相当品
- 主半導体メモリー：PC2-4200（DDR2-533） 1GB （メモリスロット：SO-DIMM×1（使用済み、最大1GB）） - 非公式ではあるが、実際は最大2GBまで認識される。
- 内蔵記憶装置：160GB HDD（シリアルATA対応、5400rpm）
- 電池：リチウムイオン
- 内蔵カメラ：130万画素カメラ
- マイクロフォン：有（モノラル）
- スピーカー：有（ステレオ）
- キーボード：有（86キー、キーストローク2mm）
- タッチパッド：有
- ネットワーク機能：100BASE-TX、IEEE 802.11n/g/b、Bluetooth 2.0+EDR
- 外部I/O端子：USB 2.0×3、MMC/SDHCメモリーカード・スロット、アナログRGB出力(D-Sub15)、オーディオ入出力（マイク入力・ヘッドフォン出力）
- ボディーカラー：パールホワイト（白） / ファインエボニー（黒）
- 付属品：ACアダプタ、標準バッテリ、Windows用ドライバ&ユーティリティ用リカバリDVD-ROM（XPモデルは正規版OSを含む）、ソフトケース、マニュアル類、USBマウス、クリーニングクロスなど
- 価格：59,800円

#### Eee PC 1000HA
ヤマダ電機オリジナルのモデルである。Eee PC 1000H-Xと比較して、下記の点を簡略化している。
- ネットワーク機能：IEEE 802.11n、Bluetooth 2.0+EDR がない。
- 添付ソフトの StarSuiteがない。

#### Eee PC S101
発売日（日本）…2008年11月22日
- 製品名：ASUS Eee PC S101（Eee PC S101 日本販売モデル）
- サイズ：264.0 ×180.5 ×18.0 mm
- 重量：1060g
- OS：Windows XP Home SP3
- 添付ソフト（Windowsモデル）：Adobe Reader 8、Windows Liveソフトウェア一式、ASUS Update for Eee PC（BIOS更新ツール）、InterVideo WinDVD、StarSuite 8、ECap（Webカメラユーリティソフト）、Skype（インターネット電話ソフト）
- 表示画面：10.2インチTFTワイド液晶（WSVGA 1024×600、LEDバックライト）
- CPU：Intel AtomN270 1.6GHz
- チップセット：Intel 945GSE / ICH7M
- GPU：Intel GMA945
- 主半導体メモリー：PC2-5300（DDR2-667） 1GB （メモリスロット：SO-DIMM×1（使用済み））
- 内蔵記憶装置：16GB SSD(Solid State Disk)
- 電池：リチウムポリマー（4セル 7.4V 4900mAh）
- 内蔵カメラ：30万画素カメラ
- マイクロフォン：有（モノラル）
- スピーカー：有（ステレオ）
- キーボード：有（86キー、キーストローク2mm）
- タッチパッド：有
- ネットワーク機能：100BASE-TX、IEEE 802.11n/g/b、Bluetooth 2.0+EDR
- 外部I/O端子：USB 2.0×3、MMC/SDHCメモリーカード・スロット、アナログRGB出力(D-Sub15)、オーディオ入出力（マイク入力・ヘッドフォン出力）
- ボディーカラー：ブラウン / シャンパン / グラファイト/スパークリングピンク
- 付属品：ACアダプタ、標準バッテリ、Windows用ドライバ&ユーティリティ用リカバリDVD-ROM（XPモデルは正規版OSを含む）、ソフトケース、マニュアル類、USBマウス、クリーニングクロス、ACアダプタ用ポーチなど
- 価格：69,800円

#### Eee PC 901-16G
発売日（日本）…2008年11月22日
- 製品名：ASUS Eee PC 901-16G（Eee PC 901 日本販売モデル）

Eee PC 901-Xと比較して、内蔵記憶装置が16GB SSD (Solid State Disk) に変更されている。
バッテリーも8.3時間 (901-X) より、8.1時間 (901-16G) とわずかに減少した。

#### Eee PC 900HA
発売日（日本）…2009年1月24日

1000HAのディスプレイを900系の8.9インチTFTワイド液晶（WSVGA 1024×600、LEDバックライト）に変更したモデルで、その他にも以下の点が変更されている。
- 内蔵カメラが30万画素のものに変更された。
- キーボード配列が以前の900系と異なるものに変更された。（85キー）

#### Eee PC 1002HA
発売日（日本）…2009年2月7日

#### Eee PC S101H
発売日（日本）…2009年2月7日
- Eee PC S101の160GB HDD仕様。

#### EeePC 1000HE
発売日（日本）…2009年4月4日
- 初めてAtom N280を採用したノートパソコン。
- 本体色は白、黒、銀の3種類。
- アイソレーションキーボードを採用している。
- Eee PC 1000HE  Easy to Learn, Work and Play

#### EeePC 1000HAE
発売日（日本）…2009年4月4日
- EeePC 1000HEの廉価版。EeePC 1000HEと比べてIEEE 802.11nとBluetooth 2.0+EDRが無く、電池の持ち時間が9.3時間から8.7時間に短くなっている。
- 日本ではヤマダ電機オリジナルモデルとしてヤマダ電機とその子会社でのみ発売されており、これらの店ではEeePC 1000HEは発売されていない。また日本国外でも発売されている。
- 日本ではヤマダ電機オリジナルモデルとして発売された、EeePC1000H-Xの廉価版のEeePC 1000HAは、EeePC 1000H-XにプレインストールされていたStarSuiteが無かったが、EeePC1000HAEはEeePC 1000HEと同様にStarSuite8がプレインストールされている。
- ウルトラモバイル ASUS EPC1000HAEWHヤマダ電機WEB.COM

#### Eee PC 1002HAE
発売日（日本）…2009年5月16日

1002HAからいくつかの改良が施されている。
- CPUがAtom N280 1.66GHzに変更。
- キーボードに、キーピッチ17.5mmのものを採用。

#### 上記モデル以降に販売されたPC
- 8.9型モデル（全て解像度1024×600、Atomプロセッサー）
  - Eee PC MK90H
    - ディズニーモデル。Windows XP。

  - Eee PC T91MT
    - ディスプレイが2軸回転式のコンバーチブル型タブレット機。Windows 7 Home Premium、ワンセグチューナー、SSD。
- 10型モデル（全て10.1インチ。特記無きものは解像度1024×600、Atomプロセッサー、Windows 7 Starter）
  - Eee PC 1008HA
    - Windows XP。

  - Eee PC 1005HA
    - Windows XP。

  - Eee PC 1000HD
    - Windows XP、CPUはCeleron M353。

  - Eee PC 1005HAG
    - Windows XP、FOMAハイスピードモジュール内蔵。

  - Eee PC 1005HA Business
    - Windows XP Professional（Windows Vista Businessのダウングレード）。

  - Eee PC 1005HE-WS
  - Eee PC 1005HR-WS
    - ディスプレイ解像度が1366×768。

  - Eee PC 1005PE
  - Eee PC 1001HA
    - Windows XP。

  - Eee PC 1008KR
    - カリム・ラシッド（プロダクトデザイナー）モデル。Windows 7 Home Premium。

  - Eee PC 1001PX
    - Windows XPを搭載する最後のEeePC。

  - Eee PC T101MT
    - ディスプレイが2軸回転式のコンバーチブル型タブレット機。Windows 7 Home Premium。

  - Eee PC 1015PD
  - Eee PC 1016P
  - Eee PC 1018P
    - Windows 7 Home Premium。

  - Eee PC 1015PEM
    - WiMAXモジュール内蔵モデル (1015PEM-Wi) が後日追加された。

  - Eee PC 1001PXD
  - Eee PC 1011PX
  - Eee PC 1015PX
    - 通常モデルはWiMAXモジュール内蔵（1015PX-TCは非搭載）。

  - Eee PC X101H
  - Eee PC X101CH
    - 2012年春モデル。通常モデルはBluetooth非対応（X101CH-TCは対応）。

  - Eee PC 1025C
    - 2012年春モデル。WiMAXモジュール内蔵。

  - Eee PC 1025CE
    - 2012年春モデル。WiMAXモジュール内蔵。1025Cとは本体色とWebカメラ（ズーム機能とカバー付き）が異なる。
- 12型モデル（特記無きものは12.1インチ、解像度1366×768、Windows 7 Home Premium 32ビット版）
  - Eee PC 1101HA
    - Windows XP、Atom Z520、11.6インチ。

  - Eee PC 1101HA-WP
    - 1101HAのOSをWindows 7に変更し、メモリ・HDD容量を増やしたモデル。

  - Eee PC 1201T
    - Athron Neo MV-40。

  - Eee PC 1215N
    - Atom D525、グラフィックスはNVIDIA ION。

  - Eee PC VX6
    - ランボルギーニ社とのコラボレーションモデル。オーディオはBang & Olufsen ICEpower社認定の専用品。その他は1215Nに近い。

  - Eee PC 1215T
    - Athron II Neo K125。

  - Eee PC 1215B
    - AMD E-450、Windows 7は64ビット版。メモリー容量が異なるモデルが存在 (2GB/4GB)。

  - Eee PC 1225B
    - 2012年春モデル。AMD C-60、Windows 7は64ビット版、ディスプレイは11.6インチ。

### 海外仕様一覧
以下は台湾本国および日本以外の海外市場における仕様である。
| Component                | Eee PC 2G Surf (700) | Eee PC 4G Surf (701) | Eee PC 4G (701) | Eee PC 8G (702) | Eee PC 900 | Eee PC 901 | Eee PC 1000 | Eee PC 1000H |
| ディスプレイ             | 7インチ 800×480 TFT液晶（LED バックライト） | 7インチ 800×480 TFT液晶（LED バックライト） | 7インチ 800×480 TFT液晶（LED バックライト） | 7インチ 800×480 TFT液晶（LED バックライト） | 8.9インチ 1024 x 600 TFT液晶 | 8.9インチ 1024 x 600 TFT液晶 | 10.2インチ 1024 x 600 TFT液晶 | 10.2インチ 1024 x 600 TFT液晶 |
| グラフィック             | Intel GMA 900 相当（共有メモリ） 最大解像度 1600x1200ピクセル（外付VGAモニタ使用時） | Intel GMA 900 相当（共有メモリ） 最大解像度 1600x1200ピクセル（外付VGAモニタ使用時） | Intel GMA 900 相当（共有メモリ） 最大解像度 1600x1200ピクセル（外付VGAモニタ使用時） | Intel GMA 900 相当（共有メモリ） 最大解像度 1600x1200ピクセル（外付VGAモニタ使用時） | Intel GMA 900 相当（共有メモリ） 最大解像度 1600x1200ピクセル（外付VGAモニタ使用時） | Intel GMA 950 相当（共有メモリ） 最大解像度 2048×1536ピクセル（外付VGAモニタ使用時） | Intel GMA 950 相当（共有メモリ） 最大解像度 2048×1536ピクセル（外付VGAモニタ使用時） | Intel GMA 950 相当（共有メモリ） 最大解像度 2048×1536ピクセル（外付VGAモニタ使用時） |
| ストレージ               | 2GB SSD オンボード搭載（取り外し不可） | 4 GB SSD オンボード搭載（取り外し不可） | 4 GB SSD オンボード搭載（取り外し不可） | 8GB Mini PCI Express SSD | 4GB オンボード（取り外し不可） + 8GB Mini PCI Express SSD | 4GB Mini PCI Express SSD + 8GB Mini PCI Express SSD | 8GB Mini PCI Express SSD + 32GB Mini PCI Express SSD | 80 GB HD |
| CPU                      | 900 MHz Intel Celeron-M ULV 353相当 動作クロック 571 MHz | 900 MHz Intel Celeron-M ULV 353相当 動作クロック 630 MHz (70 MHz x 9) | 900 MHz Intel Celeron-M ULV 353相当 動作クロック 630 MHz (70 MHz x 9) | 900 MHz Intel Celeron-M ULV 353相当 動作クロック 630 MHz (70 MHz x 9) | 900 MHz Intel Celeron-M ULV 353相当 | 1.6 GHz Intel Atom 45nm Diamondville N270, Socket 437 FCBG8A | 1.6 GHz Intel Atom | 1.6 GHz Intel Atom |
| メモリ                   | 512 MB DDR2-400 オンボード搭載（差し替え不可） | 512MB DDR2-533/667 SO-DIMMソケット、最大 2 GB | 512MB DDR2-533/667 SO-DIMMソケット、最大 2 GB | 1GB DDR2-533/667 SO-DIMMソケット、最大 2 GB | 1GB DDR2-533/667 SO-DIMMソケット、最大 2 GB | 1GB DDR2-533/667 SO-DIMMソケット、最大 2 GB | 1GB DDR2-533/667 SO-DIMMソケット、最大 1 GB | 1GB DDR2-533/667 SO-DIMMソケット、最大 1 GB |
| バッテリー               | 4セル リチウムイオン 4400mAh 7.4V 2時間45分 | 4セル リチウムイオン 4400mAh 7.4V 2時間45分 | 4セル リチウムイオン 4400 / 5200 mAh 7.4V 3時間30分 | 4セル リチウムイオン 4400 / 5200 mAh 7.4V 3時間30分 | 4セル リチウムイオン 4400 / 5800mAh, 7.2V 3時間30分 | 6セル リチウムイオン 6600mAh 7.4V 4.2～7.8時間 | 6セル | 6セル |
| カメラ                   | 無し | 無し | 30万画素 最大 640×480 30fps | 30万画素 最大 640×480 30fps | 130万画素 | 130万画素 | 130万画素 | 130万画素 |
| 価格                     | 台湾：NT$ 7,999 米国：US$ 299 | 台湾：NT$ 9,990 米国：US$ 349.99 | 台湾：NT$ 11,655 欧州：€299 ニュージーランド NZ$ 579 米国：US$ 399.99 フィリピン：Php₱ 20,000 | 台湾：NT$ 13,800 米国：US$ 499.99 | 香港：HK$ 3998 英国： £329 （€410, $650相当） 米国：US$ 549 | 台湾：NT$ 16,988 （US$561 / £319 相当） 米国：US$ 599 | 台湾：NT$ 19,988 （US$660 / £335 相当） 米国：US$ 649 | 台湾：NT$ 18,988 （US$627 / £319 相当） 米国：US$ 699 |
| 寸法                     | 225 × 165 × 21～35mm | 225 × 165 × 21～35mm | 225 × 165 × 21～35mm | 225 × 165 × 21～35mm | 225 x 170 x 20～34mm | 226 × 175.3 × 22.9mm | 265.9 × 191.3 × 38.1mm | 265.9 × 191.3 × 38.1mm |
| 重量                     | 895g | 920g | 920g | 920g | 990g | 1140g | 1330g | 1450g |
| ネットワーク機能         | 10/100 Mbps Ethernet (Attansic L2) Atheros 802.11b/g 無線LAN mini PCI Expressカード | 10/100 Mbps Ethernet (Attansic L2) Atheros 802.11b/g 無線LAN mini PCI Expressカード | 10/100 Mbps Ethernet (Attansic L2) Atheros 802.11b/g 無線LAN mini PCI Expressカード | 10/100 Mbps Ethernet (Attansic L2) Atheros 802.11b/g 無線LAN mini PCI Expressカード | 10/100 Mbps Ethernet (Attansic L2) Atheros 802.11b/g 無線LAN mini PCI Expressカード | 10/100 Mbps Ethernet (Attansic L2) 802.11n 無線LAN mini PCI Expressカード Bluetooth | 10/100 Mbps Ethernet (Attansic L2) 802.11n 無線LAN mini PCI Expressカード Bluetooth | 10/100 Mbps Ethernet (Attansic L2) 802.11n 無線LAN mini PCI Expressカード Bluetooth |
| オペレーティングシステム | Custom Xandros Linux | Custom Xandros Linux | Custom Xandros Linux | Custom Xandros Linux | Xandros Linux または Windows XP | Xandros Linux または Windows XP | Xandros Linux | Windows XP |
| その他                   | - オーディオ機能: Realtek ALC6628 HDオーディオ 5.1 CODEC; 内蔵ステレオスピーカー; 内蔵マイク - コネクター: USB 2.0 3基、MMC/SDHCカードスロット 1基、有線LAN、マイク、ヘッドフォン、AC 電源、VGA出力、ケンジントンロック - 筐体カラー: Pearl white (Non-Surf only), Pure white (Surf models only) or Galaxy black; Lush Green, Sky Blue, Blush Pink (spring 2008) | - オーディオ機能: Realtek ALC6628 HDオーディオ 5.1 CODEC; 内蔵ステレオスピーカー; 内蔵マイク - コネクター: USB 2.0 3基、MMC/SDHCカードスロット 1基、有線LAN、マイク、ヘッドフォン、AC 電源、VGA出力、ケンジントンロック - 筐体カラー: Pearl white (Non-Surf only), Pure white (Surf models only) or Galaxy black; Lush Green, Sky Blue, Blush Pink (spring 2008) | - オーディオ機能: Realtek ALC6628 HDオーディオ 5.1 CODEC; 内蔵ステレオスピーカー; 内蔵マイク - コネクター: USB 2.0 3基、MMC/SDHCカードスロット 1基、有線LAN、マイク、ヘッドフォン、AC 電源、VGA出力、ケンジントンロック - 筐体カラー: Pearl white (Non-Surf only), Pure white (Surf models only) or Galaxy black; Lush Green, Sky Blue, Blush Pink (spring 2008) | - オーディオ機能: Realtek ALC6628 HDオーディオ 5.1 CODEC; 内蔵ステレオスピーカー; 内蔵マイク - コネクター: USB 2.0 3基、MMC/SDHCカードスロット 1基、有線LAN、マイク、ヘッドフォン、AC 電源、VGA出力、ケンジントンロック - 筐体カラー: Pearl white (Non-Surf only), Pure white (Surf models only) or Galaxy black; Lush Green, Sky Blue, Blush Pink (spring 2008) | - オーディオ機能: Realtek ALC6628 HDオーディオ 5.1 CODEC; 内蔵ステレオスピーカー; 内蔵マイク - コネクター: USB 2.0 3基、MMC/SDHCカードスロット 1基、有線LAN、マイク、ヘッドフォン、AC 電源、VGA出力、ケンジントンロック - 筐体カラー: Pearl white (Non-Surf only), Pure white (Surf models only) or Galaxy black; Lush Green, Sky Blue, Blush Pink (spring 2008) | - オーディオ機能: Realtek ALC6628 HDオーディオ 5.1 CODEC; 内蔵ステレオスピーカー; 内蔵マイク - コネクター: USB 2.0 3基、MMC/SDHCカードスロット 1基、有線LAN、マイク、ヘッドフォン、AC 電源、VGA出力、ケンジントンロック - 筐体カラー: Pearl white (Non-Surf only), Pure white (Surf models only) or Galaxy black; Lush Green, Sky Blue, Blush Pink (spring 2008) | - オーディオ機能: Realtek ALC6628 HDオーディオ 5.1 CODEC; 内蔵ステレオスピーカー; 内蔵マイク - コネクター: USB 2.0 3基、MMC/SDHCカードスロット 1基、有線LAN、マイク、ヘッドフォン、AC 電源、VGA出力、ケンジントンロック - 筐体カラー: Pearl white (Non-Surf only), Pure white (Surf models only) or Galaxy black; Lush Green, Sky Blue, Blush Pink (spring 2008) | - オーディオ機能: Realtek ALC6628 HDオーディオ 5.1 CODEC; 内蔵ステレオスピーカー; 内蔵マイク - コネクター: USB 2.0 3基、MMC/SDHCカードスロット 1基、有線LAN、マイク、ヘッドフォン、AC 電源、VGA出力、ケンジントンロック - 筐体カラー: Pearl white (Non-Surf only), Pure white (Surf models only) or Galaxy black; Lush Green, Sky Blue, Blush Pink (spring 2008) |

### その後の展開
ASUSでは、液晶TVにEee BOX相当の機能を内蔵したモニタ一体型PC Eee TVといった、Eeeブランドの派生製品を企画中とされる。また、Eeeブランドでの成功を元にしたNettop端末（低価格の小型デスクトップPC）としてEee BOXや、Eeeブランドとは異なるUMPCである、N10などを販売している。
日本国内では、2009年1月24日に900シリーズとして初のHDD搭載モデルとなる「Eee PC 900HA」を発売した。

## ウイルス混入騒動
2008年10月2日に発売された「Eee Box B202」日本版モデルのDドライブがウイルスに感染していることが判明した。これに伴いASUSは「Eee Box」の全ラインナップ製品を無償で回収、交換すると発表した。また、2008年9月20日に発売された「Eee PC 701SD-X」付属の30Gバイトの外付けUSBハードディスクの中にもウイルスが混入されていることが判明し、無償交換を行うと発表した。